# تصفيات كأس الكونكاكاف الذهبية 2017 (مباراة فاصلة بين الاتحاد الكاريبي واتحاد أمريكا الوسطى)
المباراة الفاصلة لتصفيات كأس الكونكاكاف الذهبية 2017 بين المنتخبات في المركز الخامس في كأس الكاريبي 2017 و كأس أمريكا الوسطى 2017 كانت عبارة عن مباراة فاصلة تأهيلية ذهاب وإياب أقيمت في مارس 2017 لتحديد الفريق النهائي الذي سيشارك في كأس الكونكاكاف الذهبية 2017.  وكانت هذه هي النسخة الثانية من المسابقة. التقى ممثل اتحاد كرة القدم الكاريبي (CFU) هايتي بممثل اتحاد أمريكا الوسطى لكرة القدم نيكاراغوا في المباراة الفاصلة.
تم اقامة المباراتان يومي 24 و28 مارس 2017، حيث كانت النافذة الدولية الوحيدة في [[تقويم مباريات الفيفا الدولية|تقويم المباريات الدولية]] التي أقيمت بعد انتهاء مباراة تحديد المركز الخامس في كأس أمريكا الوسطى 2017 وكأس الكاريبي 2016، ولكن قبل الموعد المقرر لكأس الكونكاكاف الذهبية 2017. تم اجراء القرعة لتحديد ترتيب المباريات، في مقر الكونكاكاف في ميامي بيتش، فلوريدا، في 3 فبراير 2017 بتوقيت شرق الولايات المتحدة ( UTC−5 ).
تغلب منتخب نيكاراغوا بعد تأخرها 3-1 في مباراة الذهاب لتهزم هايتي 3-0 في مباراة الإياب وتفوز بالمباراة الفاصلة 4-3 في مجموع المباراتين، وتتأهل لظهورها الثاني في الكأس الذهبية والأولى لها منذ عام 2009  ولحساب التأهل كانت القاعدة "إذا تعادلا في مجموع المباراتين، فإن الأهداف خارج الأرض كانت هي العامل الفاصل الأول".

## الفرق المؤهلة
| الاتحاد             | سبب التأهل                               | الفريق    |
| ------------------- | ---------------------------------------- | --------- |
| الاتحاد الكاريبي    | المركز الخامس كأس الكاريبي 2017          | هايتي     |
| اتحاد أمريكا الوسطى | المركز الخامس في كوبا أمريكا الوسطى 2017 | نيكاراغوا |

## المباريات

### المباراة الاولى
| هايتي                        | 3–1   | نيكاراغوا     |
| ---------------------------- | ----- | ------------- |
| - لويس 18'، 55' - غيرييه 40' | تقرير | - شافاريا 86' |

### المباراة الثانية
| نيكاراغوا                     | 3–0   | هايتي |
| ----------------------------- | ----- | ----- |
| - باريرا 82' (ض.ج.)، 86'، 88' | تقرير |       |

فازت نيكاراغوا بنتيجة 4–3 في مجموع المباراتين وتأهلت لكأس الكونكاكاف الذهبية 2017.

## الروابط الخارجية
- كأس الكونكاكاف الذهبية نسخة محفوظة 25 July 2015 على موقع واي باك مشين.